# Луи Орлеанский, герцог Немурский
Луи Шарль Филипп Рафаэль Орлеанский (фр. Louis Charles Philippe Raphaël d'Orléans; 25 октября 1814[…], Пале-Рояль, I округ Парижа — 26 июня 1896[…], Версаль) — второй сын короля Франции Луи-Филиппа, герцог Немурский.

## Биография
Луи был вторым сыном и четвёртым ребёнком будущего короля Франции Луи-Филиппа и его супруги Марии-Амалии Неаполитанской.

### Ранние годы

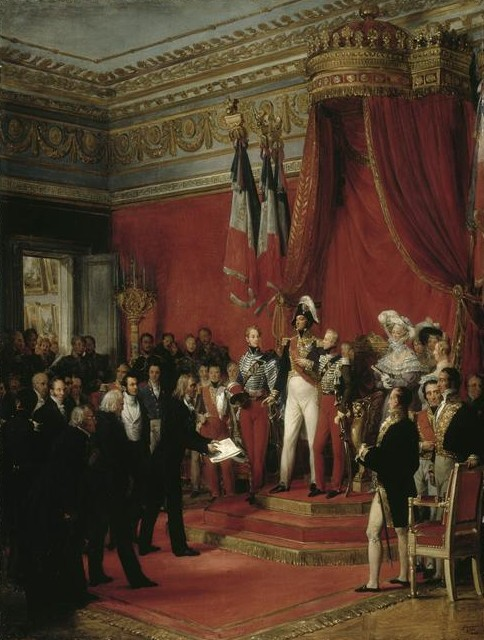
Николя Госс. Луи-Филипп отказывается от бельгийской короны, предложенной герцогу Немурскому.

Герцог Немурский, как и его братья, получил домашнее образование под присмотром отца, а затем продолжил его в лицее Генриха IV. С ранних лет Луи ориентировался на военную карьеру. В возрасте двенадцати лет он был назначен полковником 1-го полка конных егерей. В 1830 году получил от Карла X звание рыцаря Ордена Святого Духа и вступил в Палату пэров. К этому времени он имел уже чин генерал-майора. 
В 1825 году принц был одним из возможных кандидатов на греческий трон, но королём Греции в 1832 году стал принц Баварский. В феврале 1831 года, когда принц вместе с французской армией участвовал в освобождении Бельгии от нидерландской оккупации, бельгийским Национальным конгрессом он был избран королём. Однако ввиду сложившейся в мире ситуации (в особенности недовольства со стороны Великобритании и России), Луи-Филипп был вынужден отклонить предложение, поступившее его сыну.
В 1836—1837 годах принц участвовал во французском завоевании Алжира, был командиром отряда при осаде города Константина. В 1841 году вернулся в Алжир и воевал под командованием маршала Бюжо. По возвращении во Францию был назначен комендантом военного лагеря в Компьене. Помимо военной службы, принц навещал с визитами вежливости Великобританию (1835, 1838 и 1845), Берлин и Вену (1836).

### Семья
26 апреля 1840 года в Сен-Клу Луи Орлеанский женился на Виктории Саксен-Кобург-Кохари (1822—1857), дочери Фердинанда Саксен-Кобург-Готского. Дети:
- Гастон, герцог Орлеанский, граф д’Э, (1842—1922), женился на Изабелле Браганса, императорской принцессе Бразилии;
- Фердинанд, герцог Алансонский (1844—1910), женился на Софии Баварской;
- Маргарита (1846—1893), вышла замуж за польского князя Владислава Чарторыйского;
- Бланш (1857—1932), умерла незамужней.

### Послереволюции
Когда в 1842 году трагически погиб старший брат Луи и наследник престола Фердинанд, герцог Немурский стал возможным регентом при старшем сыне брата Луи-Филиппе. После февральских волнений и отречения короля, Луи сопровождал свою невестку Елену Мекленбург-Шверинскую и её двух детей в Ассамблею, чтобы провозгласить королём её старшего сына. Зная о своей непопулярности, принц был готов передать регентство герцогине Орлеанской. Однако их попытка потерпела поражение, и Ассамблея провозгласила республику. Вслед за этим принц уехал к родителям и супруге в Великобританию.
В 1871 году, когда срок закона о высылке королевских особ истёк, Луи вернулся во Францию. В марте 1872 года он вступил в армию как генерал дивизии, но был вынужден вновь выйти в отставку после подписания второго закона о высылке. Луи Орлеанский умер в Версале в возрасте восьмидесяти двух лет.